# Cólera

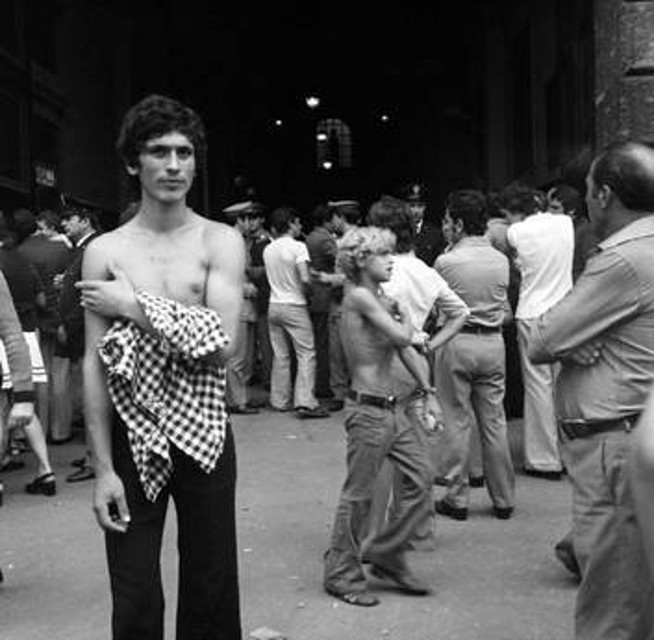
Vacunados durante la epidemia de cólera de 1973

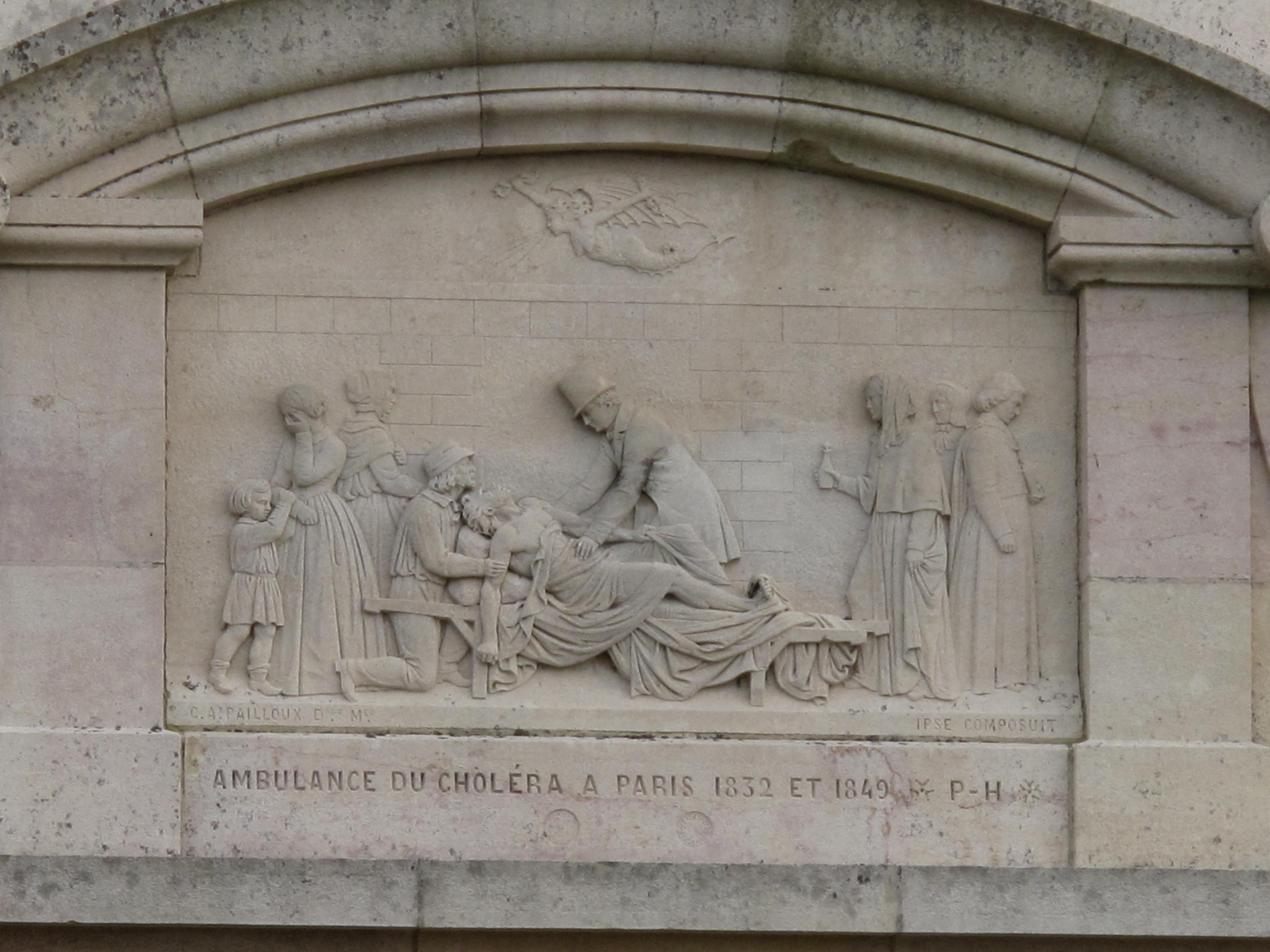
Relieve alusivo al cólera

El cólera es una enfermedad infecto-contagiosa intestinal aguda o crónica, provocada por los serotipos O1 y O139 de la bacteria Vibrio cholerae, que produce una diarrea secretoria caracterizada por deposiciones acuosas abundantes, pálidas y lechosas, semejantes al agua del lavado de arroz, con un contenido elevado de sodio, bicarbonato y potasio, y una escasa cantidad de proteínas.
Se transmite principalmente por agua no potable y alimentos contaminados con materia fecal humana que contenga la bacteria. Los productos del mar mal cocidos son una fuente común de transmisión. El ser humano es el único ser vivo afectado.
Algunos de los factores de riesgo para la enfermedad son la falta de acceso a infraestructura de saneamiento, la falta de agua potable, y la pobreza. Se estima que el cambio climático y la subida del nivel del mar incrementarán la presencia de esta enfermedad.
En su forma grave, se caracteriza por una diarrea acuosa de gran volumen que lleva rápidamente a la deshidratación del organismo.

## Etimología
La enfermedad ha recibido varios nombres a lo largo de la historia, algunos como «enfermedad azul», «enfermedad negra», «fiebre álgida grave», «pasión colérica», «diarrea colérica», «cholera morbus», «cholera gravis» o simplemente «cólera».
El origen del término es debatido. Puede provenir del griego χολή cholé, bilis o hiel, y ῥέω reo, corriente, es decir, corriente o flujo de bilis; o del griego χολέρα cholera, derivado de χολή, que significa bilis.
Heinrich Häser y Aulo Cornelio Celso creyeron que el cólera se derivaba de la bilis (por eso se lo llamó cholera morbus, enfermedad de la bilis); Alejandro de Trales, que provenía de los intestinos; mientras que Rudolf Kraus y Alexis Littré estaban a favor de su transmisión por medio del agua de los arroyos.

## Historia
Las primeras descripciones de la enfermedad se pueden ver en los escritos de Hipócrates (460-377 a. C.), Galeno (129-216) y Wang Shuhe (180-270). En la historia de la India antigua existen escritos que describen la enfermedad en las poblaciones asentadas en la ribera del río Ganges. Sin embargo, no es demostrable que dichas descripciones sean producidas específicamente por el V. cholerae, ni tampoco es claro que se haya presentado en la forma epidémica que actualmente se conoce de la enfermedad.
La primera referencia en la historia documentada occidental de la existencia del cólera en India se encuentra poco después de la llegada de Vasco da Gama a Calicut el año 1498. Fue en el año 1503 cuando se describe una epidemia de cólera asiática en el ejército del soberano de Calicut; y posteriormente en el año 1543 en la población de la ciudad.
La primera referencia documentada de un brote de cólera fuera de la India es del año 1629, y ocurrió en Yakarta, en la isla de Java.
Desde esa época hasta 1817, hay sesenta y cuatro reportes de brotes relativamente aislados de cólera, primeramente en la región de Goa, el primer territorio conocido por los europeos en India; y posteriormente en otras localidades de la costa oeste de dicho país, avanzando progresivamente hacia el este y el norte. En la costa de Coromandel se describen epidemias de la enfermedad entre los años 1772 y 1782. En Ganjam el cólera era prevalente en el año 1781. En Uttar Pradesh se desató una epidemia en abril de 1783. Entre 1781 y 1782 la enfermedad se había extendido a Sri Lanka y Birmania. Otros brotes epidémicos en India ocurrieron durante 1787 y 1794 en Arcot y Vellore; en el año 1790 nuevamente en Ganjam; y en el año 1814 en Bengala. Fuera de India, destacan brotes en las islas Mauricio y Reunión en 1775, y en Sri Lanka el año 1804. Tras un período de receso de los brotes, se inicia la primera pandemia de cólera en el año 1817.
En 1854 el médico italiano Filippo Pacini describió el bacilo vibrio cholerae, que en el mismo año también fue descrito por el español Joaquín Balcells y Pascual y en 1856 probablemente por los portugueses António Augusto da Costa Simões y José Ferreira de Macedo Pinto. También en 1854, John Snow, médico británico, demostró que el cólera era causado por el consumo de aguas contaminadas con materias fecales, al comprobar que los casos de esta enfermedad se agrupaban en las zonas donde el agua consumida estaba contaminada con heces. En 1884, Robert Koch, desconocedor del trabajo de Filippo Pacini, aisló e identificó la bacteria vibrio que causaba el cólera. Dada su gran preeminencia, el descubrimiento fue ampliamente difundido.
Tras este descubrimiento, en 1885, la vacuna anticolérica fue preparada y administrada por primera vez a miles de personas gracias al doctor Jaime Ferrán y Clúa.
A lo largo del siglo XIX, el cólera se propagó por el mundo desde su reservorio original en el delta del Ganges, en la India. Seis pandemias en sucesión mataron a millones de personas en todos los continentes. La actual pandemia (la séptima) comenzó en el sur de Asia en 1961 y llegó a África en 1971 y a América en 1991. En la actualidad, el cólera es endémico en muchos países.

### Pandemias
Aunque otros estudios refieren como entre cuatro y seis las pandemias de cólera en el siglo XIX, Pollizter, encargado por la Organización Mundial de la Salud para redactar una monografía sobre el tema en 1959, refiere seis: 1817, 1829, 1852, 1863, 1881-1896 y 1899-1923.

#### Primera pandemia (1817)
En agosto de 1817 la enfermedad se presentó en Calcuta con una virulencia mayor que la habitualmente descrita. Desde ahí se extendió rápidamente por toda Bengala, luego hacia toda la India, por el noreste, pasando por Vindhya Pradesh, Uttar Pradesh, Delhi, Punyab, alcanzando Surat y Bombay; por el sur, pasando por Hyderabad, Bangalore, Srirangapatna; y por Ganjam y Chennai. Desde ahí, alcanzó la isla de Madura. En diciembre de 1818, la pandemia llegó a Sri Lanka, comenzando en Trincomalee, y luego sumándose los puertos de Jaffna y Colombo en 1819, desde donde la enfermedad se extendió por toda la isla.
La pandemia llegó a Birmania y al antiguo reino de Siam en 1819. Bangkok fue alcanzado por la ruta marítima en 1820 y desde ahí la enfermedad, devastadora, se extendió por toda la región. Ese mismo año llegó a Malaca, Penang y Singapur. Las islas de Indonesia, Borneo y Filipinas también fueron alcanzadas este año. El año 1822, desde Java la enfermedad llegó a Japón.
China se vio afectada tempranamente (1817) por la vía terrestre, pero la enfermedad se extendió con gran intensidad después de 1820, cuando entró por los puertos de Cantón, Wenzhou y Ningbo. El norte de China fue afectado en 1821, destacando Pekín, y entre 1822 y 1824 la enfermedad alcanzó los territorios del centro de China.
El Oriente Medio y los países del golfo Pérsico fueron afectados desde 1819, apareciendo en la ciudad de Alepo, en Siria; luego, en 1821, entró a Omán por Mascate, y luego a Irak por Basora, afectando también la isla de Baréin. En Bagdad produjo una gran mortandad entre el ejército sirio, que estaba atacando la ciudad en esos momentos. El posterior avance de dicho ejército hacia el norte llevó la enfermedad a Tiflis (en la actual Georgia) y Astracán en Rusia entre los años 1822 y 1823. Llegó a Turquía por la ciudad de Alejandreta en 1823.
Finalmente, los lugares más alejados que fueron afectados por esta pandemia, fueron Mauricio a través de su puerto Port Louis, proveniente de Sri Lanka; y la isla de Zanzíbar en Tanzania.

#### Segunda pandemia (1829)
La segunda pandemia comenzó en el año 1829 en Persia, Afganistán, Bujará (Uzbekistán) y Oremburgo (Rusia). Alcanzó luego Rasht (Irán) y Bakú (Azerbaiyán). Desde allí se desplegó por toda el área que se conoce como Oriente Próximo. Las autoridades rusas realizaron grandes esfuerzos, con cordones y cuarentenas, para detener el avance de la epidemia hacia el norte, sin embargo, en el otoño de 1830, el cólera llega a Moscú. En el año 1831, la enfermedad siguió avanzando hacia el norte y el oeste, alcanzando San Petersburgo y Arcángel, y desde ahí a Finlandia; llegó a Polonia por los soldados polacos que se encontraban en ese momento en un levantamiento contra el Imperio ruso, que siguió con una guerra hasta el año 1831. La emigración de soldados polacos hacia el oeste, expandió la enfermedad hacia el resto de Europa. Por la llegada de soldados enfermos, entró a Galitzia (actual sector de Ucrania) y de ahí a Austria, llegando a Viena en agosto de 1831. En junio de ese año también había llegado a Hungría. Pese a los esfuerzos de las autoridades por evitar su llegada a Prusia, la enfermedad ingresó en dicho país desde Riga (de la actual Letonia) al puerto de Gdansk desde donde se extendió rápidamente, afectando Berlín y Hamburgo para el 1832.
A Inglaterra, dado el importante contacto comercial entre los puertos europeos y de la isla, el cólera llegó en junio de 1831, en Medway, al suroeste de Londres, a partir de enfermos que estaban en barcos en cuarentena provenientes de Riga. En octubre llegó a Sunderland y luego fueron apareciendo casos en Newcastle, Gateshead, Edimburgo, y, en febrero de 1832, en Londres. Luego, siguió extendiéndose por varias ciudades de la isla. Ese año se contabilizaron 14 796 casos de cólera con 5432 muertos.
Otros países europeos se fueron sumando a la pandemia: A Irlanda llegó en marzo de 1832 por Dublín; a Francia en marzo de 1832, por Calais y seguidamente en París; a Bélgica en la primavera, a través de las villas aledañas a Francia; a los Países Bajos en junio, por Scheveningen; a Noruega en el otoño, por Drammen, Moss y Oslo; a Portugal, en diciembre, por el Duero y luego, en abril del año siguiente, llega a Lisboa; a España llega en agosto de 1833. Desde el puerto de Ceuta, en España, la enfermedad cruzó hacia el norte de África. En 1834 la enfermedad llega a Suecia.
En América, afectó primeramente a Canadá, por el puerto de Quebec en junio de 1832, desde donde se extendió rápidamente por el río San Lorenzo y sus afluentes; en Estados Unidos se presentó el 23 de junio en Nueva York, y el 5 de julio en Filadelfia. Desde ahí, recorrió el país pasando por las Montañas Rocosas hasta llegar a la costa Oeste del continente del norte. Se cree que llegó a Perú y Chile en 1832; a México y Cuba llegó en 1833; a Las Guayanas, Nicaragua y Guatemala en 1837.
La segunda pandemia presentó un decrecimiento en el año 1834 en Europa. Sin embargo, el año 1835, hubo focos de recrudecimiento en Francia (Marsella, Tolón y otras ciudades del sur del país), desde el sur de Francia llegó a Italia, donde se diseminó, llegando en el año 1837 a Malta. En 1836, desde el norte de Italia, la enfermedad pasó a Suiza por el Cantón del Tesino y se extendió por el Tirol. Desde ahí pasó a Baviera (y luego a Múnich en octubre de 1836). En el verano de 1837, la enfermedad volvió a recrudecer en Prusia, Hamburgo y Polonia, siendo los últimos embates de la primera oleada de esta pandemia en Europa.
Las tropas francesas en Argelia diseminaron la enfermedad por ese país. Entre 1835 y 1837, se extendió por Egipto, luego hacia el oeste a Libia (por Tripolitania) y Túnez; y por el sur a Sudán y Etiopía. Entre 1836 y 1837 reapareció en Somalia y Zanzíbar.
Al este de la India, (país dónde la enfermedad se mantuvo relativamente inactiva), se reportaron brotes en Indonesia y Filipinas hasta el 1830; en Japón reapareció en 1831; en Australia se presentó en 1832; en China, hubo un brote en Cantón en 1835; En Bengala, reapareció en 1837, desde donde se expandió hacia el este, hasta llegar a Afganistán en 1839. En 1840, desde Bengala, se trasladaron tropas hacia China y las Colonias del Estrecho, extendiendo la enfermedad a dichos territorios. Desde Cantón, la enfermedad se trasladó por el río Irawadi a Birmania, llegando a Rangún en 1842; desde China la enfermedad volvió a sus comienzos de la pandemia, extendiéndose por sus rutas comerciales desde Kasgar y Yarkand, a Kokand y Bujará en 1844. Por otro lado, desde Afganistán, dónde la enfermedad alcanzó a Kabul en 1844, se extendió a Pakistán, por Punyab y luego Karachi en 1845. Hacia India, por estar ruta, llegó a Delhi ese mismo año. A Rusia, la enfermedad retornó por Irán, a través de la ruta Mashhad-Teherán-Tabriz-Derbent.
En Bengala, el cólera recrudeció entre los años 1845 y 1846, avanzando por la ruta marítima hacia India, Madrás por el este y luego Bombay por el oeste, pasando por Sri Lanka. En mayo de 1846, llegó desde la India a Adén y Moca (en Yemen), y Yeda en Arabia Saudita. Luego se extendió hacia Omán. Desde Arabia, se extendió por toda Persia, y avanzó hacia el norte convirtiéndose en una nueva oleada de la enfermedad hacia Rusia, sumándose al foco que aún se mantenía latente en Derbent, en abril de 1847. La oleada se extendió por las costas del mar Caspio, afectando Astracán, subiendo luego por el río Volga. Hacia el oeste llegó a Tiflis (Georgia), y siguió extendiéndose en esa dirección por las costas del mar Negro; hacia el noroeste, avanzó por el Cáucaso al interior de Rusia. Por la cuenca del río Ural, la enfermedad llegó a Oremburgo, y de ahí se extendió por Siberia hasta llegar a Tobolsk en julio de 1847. En el verano, la enfermedad abarcó prácticamente toda Rusia, alcanzando Moscú en septiembre. Esta última oleada de la pandemia en Europa, culminó con la llegada por el norte a Riga el año 1848, desde donde alcanzó Noruega.
De esta forma, en el año 1848, la enfermedad estaba presente en Europa desde Noruega en el norte hasta la península balcánica por el sur; abarcaba Inglaterra, Escocia e Irlanda por el noroeste; y hasta España por el oeste. Ese mismo año, la enfermedad llegó a Estados Unidos. Por otro lado, recrudeció en Anatolia, Siria, Palestina y Persia. Afectaba también el norte de África.

#### Tercera pandemia (1852)
La tercera pandemia, a diferencia de las dos primeras, no siguió un curso lineal, sino que respondió a la suma de recrudecimientos locales en diversas áreas, sumado a migraciones e importaciones sucesivas.
A partir de focos en India en 1852, recrudeció en Persia y Mesopotamia; paralelamente, una extensa oleada afectaba todo el norte de Europa, América del Norte y las Indias orientales.
En el año 1854, se mantenía en estas zonas, y avanzaba por Europa, por intermedio de las tropas francesas que participaban en la Guerra de Crimea, a Grecia y Turquía; en América, la enfermedad alcanzaba América del Sur por Nueva Granada.
En 1855, sin dejar las zonas afectadas previamente, avanzó desde la India a Siria y Asia Menor por la ruta de Arabia. En África, apareció en Egipto y desde ahí avanzó a Sudán, Marruecos, y, por primera vez, afectó Cabo Verde. En Europa, avanzó a Italia, Austria y Suiza. En América, cesó en Estados Unidos, pero apareció en Venezuela y Brasil.
Entre los años 1856 y 1858, la enfermedad retrocedió en Europa, con excepción de focos en España y Portugal (inclusive Madeira).
Entre los años 1857 y 1859, la enfermedad, que ya había llegado tempranamente (1852) por Indonesia, recrudeció en China y Japón. En 1858 reapareció en Filipinas y en 1859 apareció en Corea.

### Caracterización de la enfermedad
La enfermedad fue descubierta por Filippo Pacini en el año 1854, y posteriormente Jaime Ferrán y Clúa elaboró la primera vacuna. La infección generalmente es benigna o asintomática, pero, a veces, puede ser grave. Aproximadamente una de cada 20 personas infectadas puede tener la enfermedad en estado grave, caracterizada por diarrea acuosa profusa, vómitos y entumecimiento de las piernas. En estas personas, la pérdida rápida de líquidos corporales lleva a la deshidratación y a la postración. Sin tratamiento adecuado, puede ocurrir la muerte en cuestión de algunas horas.

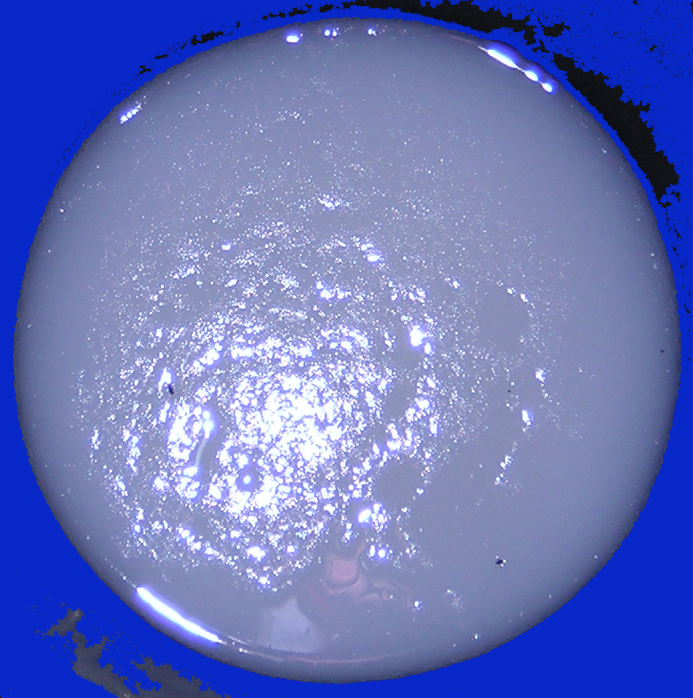
Excrementos humanos de enfermo de cólera, incoloros e inodoros, con el aspecto de agua de arroz.

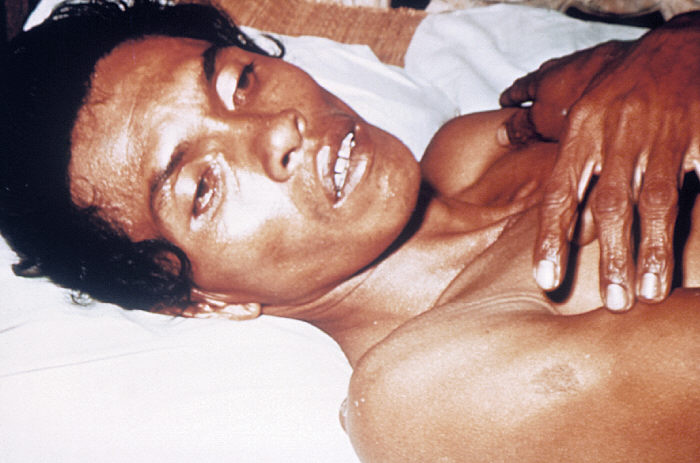
Paciente con un cuadro de deshidratación.

## Epidemiología
El cólera es endémico en más de 50 países y ha producido varias epidemias de alcance mundial. Desde 1817, siete pandemias de cólera se han extendido desde Asia al resto del mundo. La última de ellas ocurrió el año 1961 y afectó entre 3 y 5 millones de personas por año, muriendo alrededor de 120 000 personas.
En enero de 1991, surgió una epidemia de cólera en varios países del norte de América del Sur que se difundió rápidamente. El brote de cólera en Haití de 2010 siguió al terremoto producido en enero de 2010.
El cólera ha sido poco frecuente en los países industrializados durante los últimos 100 años; no obstante, esta enfermedad aún es común en otras partes del mundo, incluyendo el subcontinente Indio, Sureste Asiático, América central y el África subsahariana.
Se presenta como epidemia donde existen condiciones sanitarias deficientes, hacinamiento, guerra e inanición. Áreas endémicas son: Asia, África, el Mediterráneo y más recientemente, América Central y el norte de América del Sur. Un tipo de Vibrio ha estado asociado con los mariscos, especialmente ostras crudas. También son factores de riesgo residir en áreas endémicas o viajar por ellas, así como beber agua contaminada o no tratada.

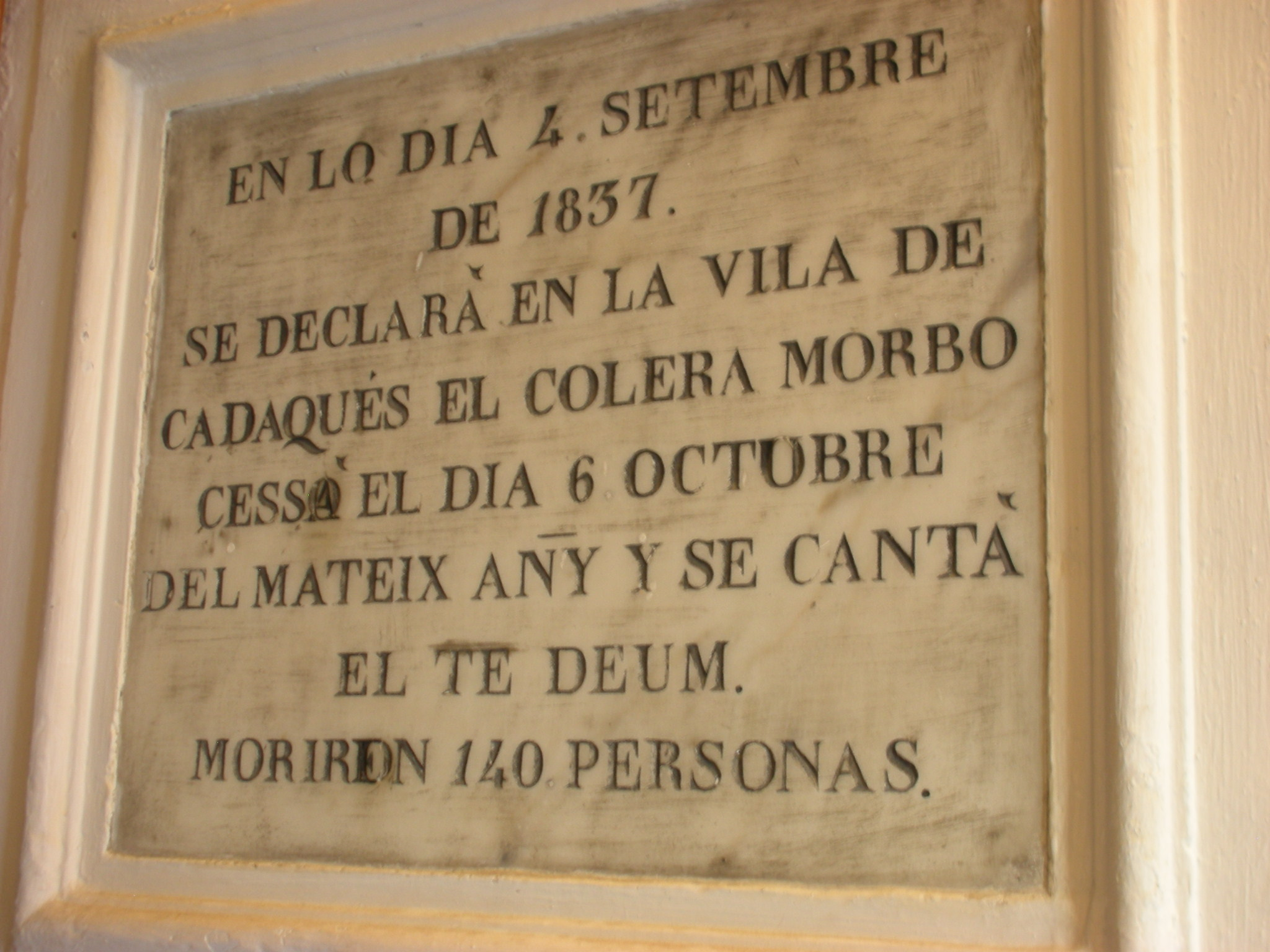
Epidemia de cólera en 1837. Placa conmemorativa en la parroquia de Cadaqués en Gerona

## Etiología
Existen dos tipos de serotipos el O1 y el O139 y son aquellos que causan brotes epidémicos. El O1 causa la mayor parte de los brotes, mientras que el O139, que se identificó por vez primera en Bangladés en 1992, está confinado al Asia Sudoriental. Las cepas distintas de la O1 y la O139 pueden causar diarrea leve, pero no dan origen a epidemias.
Los principales reservorios de V. cholerae son los seres humanos y las fuentes de agua salobre y los estuarios; a menudo hay una relación con la multiplicación de algas. Estudios recientes indican que el calentamiento del planeta crea un ambiente favorable para los vibriones.
Una persona puede adquirir cólera bebiendo líquido o comiendo alimentos contaminados con la bacteria del cólera. Durante una epidemia, la fuente de contaminación son generalmente las heces de una persona infectada. La enfermedad puede diseminarse rápidamente en áreas con tratamientos inadecuados de agua potable y aguas residuales. La bacteria del cólera también puede vivir en ríos salobres y aguas costeras.
Es poco común la transmisión del cólera directamente de una persona a otra; por lo tanto, el contacto casual con una persona infectada no constituye un riesgo para contraer la enfermedad salvo que tenga contacto directo con las heces o el vómito de esa persona.

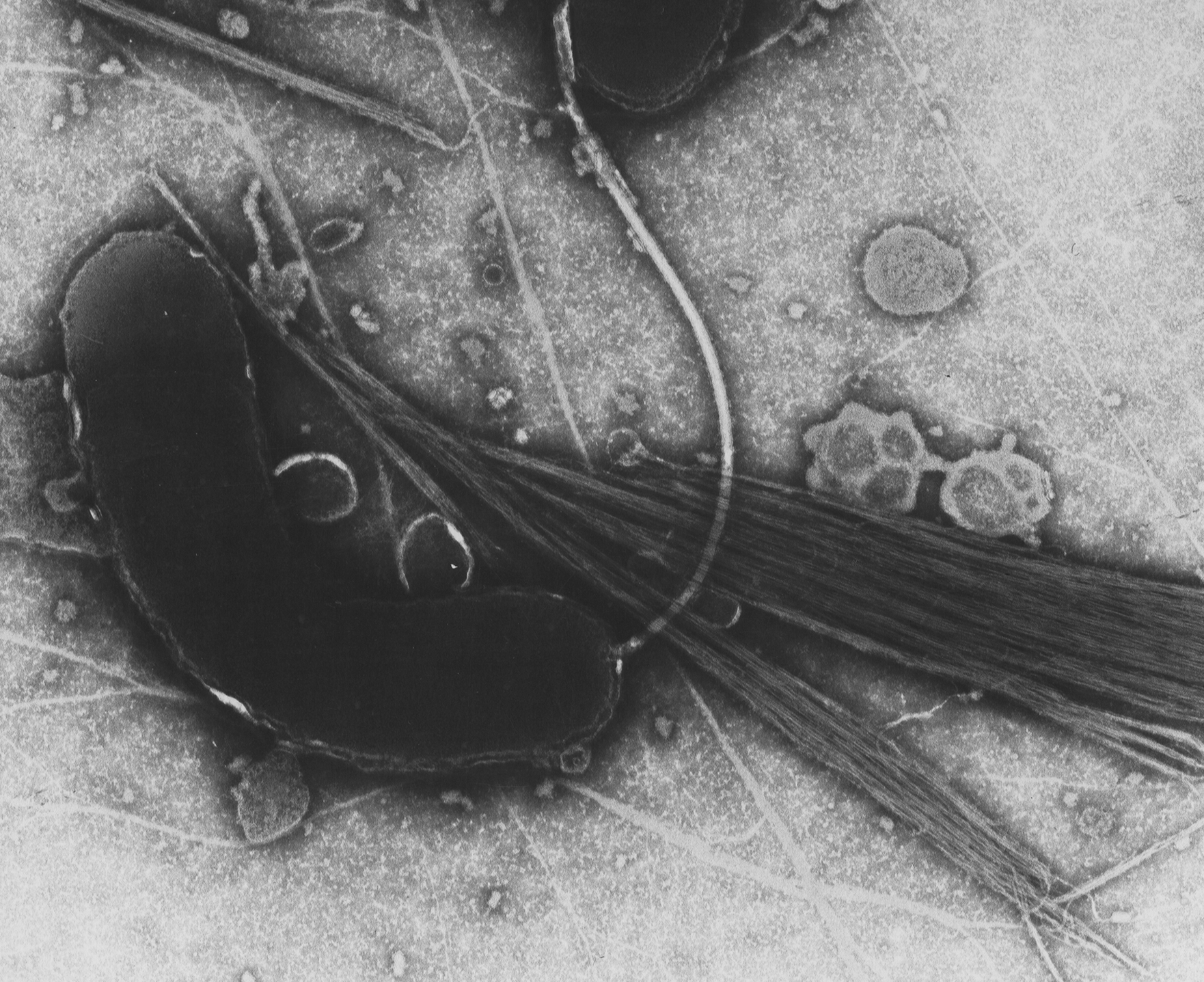
Microscopio electrónico de transmisión imagen de Vibrio cholerae.

## Patogenia
El V.cholerae produce una potente toxina que, en las células de la mucosa intestinal, bloquea la GTPasa de la subunidad alfa de una proteína G, impidiendo que esta proteína se inactive. Al mantenerse activa, de igual manera mantiene activa a adenilil ciclasa que continúa produciendo AMPc (adenosín monofosfato cíclico) en forma sostenida, el cual se une a los canales de Cl-. Estos canales se abren y el ion sale a la luz del intestino de forma masiva, arrastrando consigo a otros iones y provocando una excesiva secreción intestinal de agua con sodio, bicarbonato y potasio, que excede su capacidad de absorción.

## Cuadro clínico

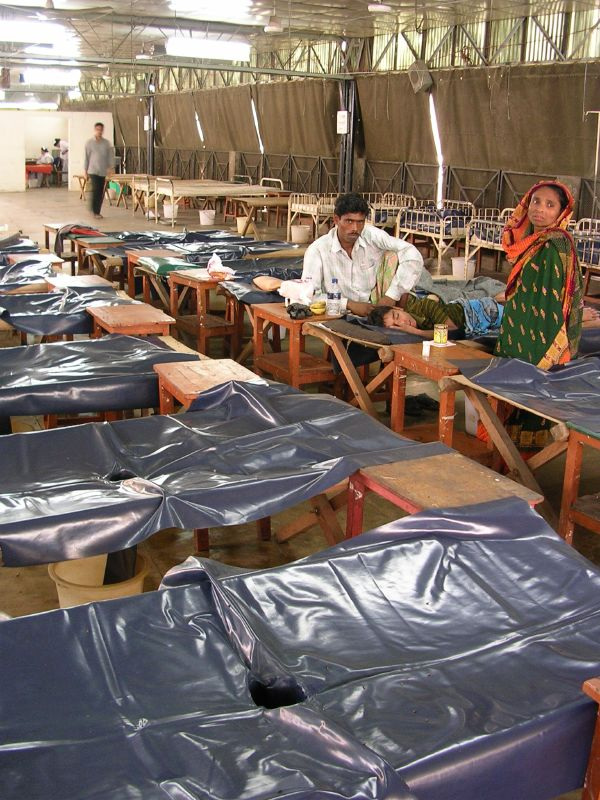
Hospital del cólera en Daca, donde se muestran típicas camas de cólera.

Tiene un breve periodo de incubación que fluctúa entre dos horas y cinco días. Los principales síntomas son:
- Dolor abdominal por irritación de la mucosa.
- Diarrea acuosa con un número elevado de deposiciones (hasta 30 o 40 en 24 horas). Este dato orienta bastante al diagnóstico de este cuadro.
- Las deposiciones tienen un tono blanquecino con pequeños gránulos. Se les llama «agua de arroz». Esto es a consecuencia de la liberación de productos de descamación, fragmentos de fibrina y células destruidas. Además, debida a los iones secretados son isotónicas, es decir, con una osmolaridad similar a la del plasma (esto ocurre en las formas más graves). Cabe destacar que esta diarrea tiene un ligero olor a pescado, o un olor fétido.
- La diarrea se acompaña con vómito, lo que provoca una rápida pérdida de agua y electrolitos (potasio, sodio, magnesio, cloruro, hidrógeno fosfato, bicarbonato), ocasionando una rápida deshidratación.
- No causa fiebre (o ésta es moderada) debido a que el cuadro se produce por la enterotoxina y no por el germen.

Por todo lo anterior, nos encontramos ante un paciente que podría presentar uno o varios de los siguientes:
- Apatía, decaimiento.
- Disfunción sexual.
- Pérdida de memoria.
- Diarreas, defectos en la flora intestinal.
- Frialdad y cianosis.
- Calambres musculares.
- Hipotensión manifiesta (por la gran pérdida de líquidos), pulso débil (el riego está dificultado en tejidos periféricos), taquicardia.
- Manos arrugadas, por la deshidratación subcutánea.
- Aumento de la viscosidad sanguínea por pérdida de líquidos. Esto, en sujetos predispuestos, puede derivar en complicaciones como ictus, infartos, claudicación intermitente, isquemia, entre otras.
- Deshidratación tormentosa.

Excepto en sus formas más avanzadas se mantiene el estado de conciencia indemne. Cuando la pérdida de electrolitos es intensa pueden sobrevenir vómitos como consecuencia de la acidosis e intensos calambres musculares fruto de la hipopotasemia. En estos casos graves aparecen signos intensos de deshidratación, hipotensión y oliguria.

## Diagnóstico
El cólera se sospecha frente a una diarrea muy acuosa, en gran volumen y alta frecuencia en zonas endémicas. Es un cuadro con poca inflamación.
- Hemograma: presencia de leucopenia aunque la toxina de la salmonelosis también puede provocarla.
- Examen de heces: no hay leucocitos en las heces.

Existen otras exploraciones que aunque tienen su importancia en el diagnóstico de epidemias no tiene relevancia clínica para un caso concreto:
- Examen directo del vibrión en heces. Diarreas relativamente asépticas.
- Antisueros para detectar el antígeno del vibrión.
- Inmunofluorescencia.

## Tratamiento

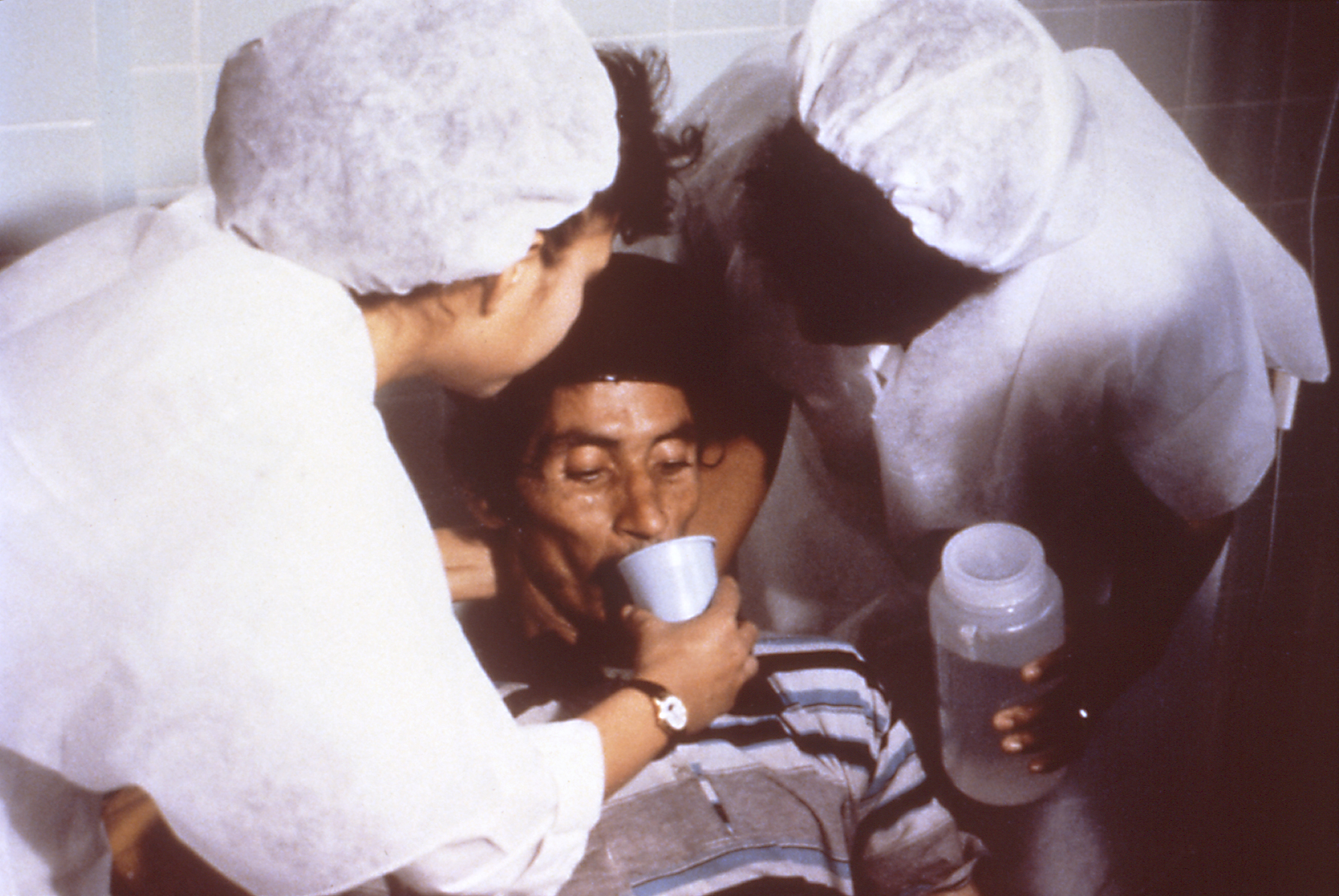
Paciente de cólera siendo asistido en 1992.

La rehidratación agresiva es la medida más importante, con lo cual la mortalidad baja de más de un 50 % a menos de un 0,2 %.
Para los niños menores de 5 años, el zinc es un tratamiento complementario que puede reducir la duración de la diarrea.

### Sueros
Solución salina. Hay que dar una gran cantidad de sueros, las vías de administración son:
- Oral: suero goteando en la boca, que aunque sea lento al cabo del día puede aportar una cantidad importante.
- Intravenosa: ideal para reponer altos volúmenes de líquidos, en especial en pacientes con deshidratación moderada o grave o en estado de choque hipovolémico, o si es imposible la hidratación del paciente por vía oral.

Estos sueros deberán contener sodio, cloro, potasio y bicarbonato dependiendo de lo que necesite en cada momento (se calcula en función de las pérdidas). Como fórmula de sueros orales preparada tenemos la limonada alcalina, pero, si no se tiene eso a mano habrá que darle lo que sea (agua con limón, bebidas isotónicas e, incluso, bebidas carbonatadas).
OMS: 1 L (litro) de agua, 2,6 g de NaCl, 1,5 g (gramos) de KCl, 2,9 g de citrato trisódico y 13,5 g de glucosa.

### Antibióticos
El uso de antibióticos reduce la duración del cuadro diarreico en un 50 % y se recomienda para pacientes con diarrea moderada y severa.
Están indicados para erradicar la bacteria, pero, el manejo inicial del paciente está basado en la reposición enérgica de líquidos, ya que la deshidratación es la que puede llevar a la muerte del paciente.
Reducen la duración de la diarrea, los requerimientos de líquidos y el periodo de excreción del vibrio. Se recomienda el uso de las tetraciclinas (como la oxitetraciclina; 500 mg cada 6 horas, por 3 días),[cita requerida] las quinolonas (como el ciprofloxacino) y la trimetoprima y el sulfametoxazol (cotrimoxazol; 320 mg cada 12 horas, por 3 días).[cita requerida] Otra alternativa sería los nitrofuranos como la furazolidona (por ser como los anteriores antibióticos bactericidas y bacteriostáticos).[cita requerida]